# Tháng Sáu cháy bỏng
Tháng Sáu cháy bỏng (tiếng Anh: Flaming June) là bức tranh sơn dầu năm 1895 của Frederic Leighton. Đây được coi là một tác phẩm đặc sắc của Leighton, thể hiện phong cách hội họa theo chủ nghĩa cổ điển của ông.

## Người mẫu
Phần cơ thể của cô gái được phác họa theo nhân vật nào đến nay vẫn là một bí ẩn, trong khi đó có nhiều suy đoán gương mặt cô là của một trong hai người mẫu mà họa sĩ yêu quý trong những năm 1890, Dorothy Dene hoặc là Mary Lloyd.
Mary Lloyd tới Luân Đôn, Anh Quốc để lập nghiệp với công việc là một người mẫu cho các họa sĩ, cô chỉ làm mẫu gương mặt và tạo dáng tay, không vẽ khỏa thân. Mary bắt đầu làm mẫu cho Leighton từ khoảng năm 1892, cô từng được họa sĩ yêu cầu tạo mẫu cho bức Lachrymae (1894-95), nhiều khả năng cô cũng tạo mẫu cho bức ‘Twixt Hope and Fear năm 1895.